# Thinophilus longipilus
Thinophilus longipilus är en tvåvingeart som beskrevs av Negrobov 1971. Thinophilus longipilus ingår i släktet Thinophilus och familjen styltflugor. Inga underarter finns listade i Catalogue of Life.